# Henri Pittier
Henri François Pittier (Bex, Suiza, 13 de agosto de 1857-Caracas, Venezuela, 27 de enero de 1950) fue un ingeniero, geógrafo, pintor, naturalista y botánico suizo. Fue pionero en la creación de parques nacionales en Venezuela, país en el que finalmente se radicó y al que dedicó buena parte de sus años en vida

## Biografía
De la vida de Pittier en Suiza o en Europa es poco lo que se conoce; realizó estudios en la Universidad de Jena (Alemania), donde se graduó de ingeniero civil y se doctora en Filosofía 1885 así como en la Escuela Politécnica Federal de Zúrich . Luego ejerce como profesor de ciencias naturales en el colegio de Château d'Œx y luego en el departamento de Geografía de la Universidad de Lausana donde se le otorga el Título de “Doctor Honoris Causa en Ciencias”.
Hacia mediados de la octava década del siglo XIX viaja por el Mediterráneo y el Cercano Oriente para enriquecer su cultura sobre estas regiones del orbe.
Al cumplir los 30 años viaja a América para establecerse en Costa Rica en 1887. Había sido contactado por Mauro Fernández y Ricardo Jiménez, que buscaban modernizar la educación y lo contrataron para el Liceo de Costa Rica. Pronto fundó el Instituto Meteorológico Nacional y se hizo cargo de la dirección del Instituto Físico Geográfico, en donde funciona el Herbario Nacional de la actualidad, una estación meteorológica, un servicio de geografía y un museo de ciencias naturales; también publicó el Boletín de ese establecimiento científico. Con dos de sus connacionales, Paul Biolley y Adolphe Tonduz, y el costarricense Anastasio Alfaro, creó el Museo Nacional. Paralelamente se dedicó al estudio de la flora y la fauna de Costa Rica e intervino en los levantamientos cartográficos y en la delineación de carreteras y vías férreas.
Tras 15 años de vida en Costa Rica viaja en 1901 a los Estados Unidos donde entra a trabajar en el Ministerio de Agricultura de los Estados Unidos en el área de Botánica y aborda el tema con el estudio de las colecciones que realizó en Costa Rica; como producto de esta investigaciones publica en 1907 la obra “Primitia Flora Costaricencis”
En el desempeño como botánico realiza trabajos de campo sobre botánica tropical en varios países tropicales México, Guatemala, Panamá, Colombia y Ecuador.

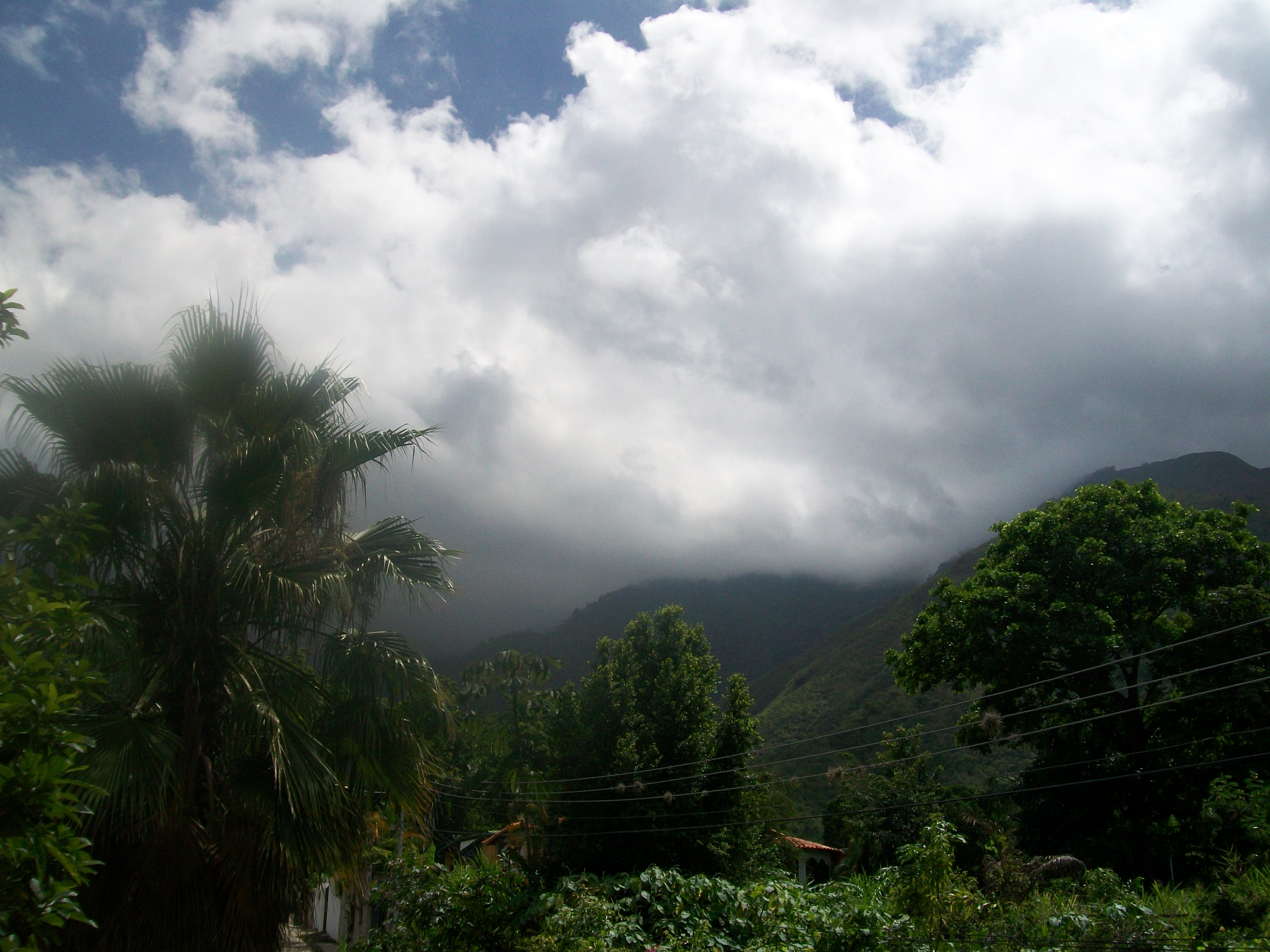
Cara sur del parque nacional Henri Pittier en la ciudad de Maracay.

En 1913 realizó su primera visita a Venezuela como asesor para la instalación de una escuela de agricultura en Maracay estado Aragua; en vista de que sus observaciones no fueron aceptadas, resolvió regresar a Washington. Y en este viaje obtiene un lote de plantas procedentes de los estados Aragua, Lara y Yaracuy.
Vuelve a Venezuela en 1917 llamado por el gobierno para fundar una Estación Experimental por los lados de Cotiza en Caracas proyecto que no tiene éxito.
Para 1919, se instala definitivamente en el país trabajando para el Ministerio de Relaciones Exteriores. Entonces a la edad de 62 años comenzó de nuevo su labor como botánico, conservacionista, fitogeógrafo y educador en esta última área destacan entre sus discípulos los Drs. Tobías Lasser y Francisco Tamayo.
Durante estos años hasta el momento de su muerte Pittier es incansable en su profunda labor de crear y hace funcionar las instituciones del estado y privadas que estuvieron a su cargo. En este sentido hay que resaltar la misión acometida en el Museo Comercial de Venezuela institución la cual funda y a la cual estará adscrita el Herbario Nacional, hoy Instituto Botánico. Fue fundador de las revistas Museo Comercial y del Boletín Comercial e Industrial.
En octubre de 1931 ocupó la dirección del Observatorio Cajigal hasta 1933. En ese breve tiempo, con el apoyo de Alfredo Jahn, quien lo había recomendado, logró de parte del Gobierno Nacional la adquisición de nuevos instrumentos. Sin embargo, sus trabajos se especializaron en observaciones meteorológicas. Su crítica al estado en que encontró esa institución le hizo entrar en conflicto con el Colegio de Ingenieros del que fue miembro honorario.
A partir de 1936, fue jefe del Servicio Botánico del Ministerio de Agricultura y Cría, cargo que ocupó hasta sus últimos días.
Suyo es el mérito de haber logrado la creación del parque nacional Rancho Grande en 1937, al norte de Maracay en el estado Aragua primer parque nacional del país, y que hoy lleva su nombre (parque nacional Henri Pittier). Dedicó años de estudio a la Flora y la Fauna del País, contribuyendo al aumento de 2.000 a 12.000 las fichas catalogadas en el Herbario Nacional, actualmente llamado Instituto Botánico. Pittier fue autor de cerca de 290 trabajos científicos publicados en revistas de diversa índole. Su principal obra, Manual de las plantas usuales de Venezuela (1926) ha sido reimpresa 3 veces. También dedicó su atención a estudios etnográficos y lingüísticos de los indígenas de Centroamérica y Colombia.

## Familia
La primera familia de Pittier la formó en Lausanne y se quedó en Europa. La segunda la formaría en Costa Rica donde se estableció en 1887.
En San José se casó con Guillermina de Fábrega, de familia panameña y con conexiones en Nicaragua, con quien tuvo tres hijos: Margarita, Emilio y Teresa. Quince años después de su llegada a Costa Rica, se marchó a Washington. Su esposa se quedó en Costa Rica, pero permitió que con él viajaran sus tres hijos. En Estados Unidos volvió a casarse con Charlotte de Pittier quien se convirtió en la madrastra de los tres niños. El varón, Emilio, con el tiempo entró a trabajar en la Texas Petroleum Company.
En Venezuela Pittier estuvo en 1913 y 1917, y quizás lo que lo motivó a establecerse en el país que había caído en la férrea dictadura del general Juan Vicente Gómez fue el trabajo de su hijo Emilio en el medio petrolero quien se había radicado en Venezuela.

## Algunas publicaciones
- h. Pittier. 1908. “Ensayo sobre las plantas usuales de Costa Rica”. H. L. J. B. McQueen. Washington, D. C.

- ----. 1918. “Our present knowledge of the forest formation of the Isthmus of Panama”. J. of Forestry 16 (1): 76-84

- ----. 1920. “La evolución de las ciencias naturales y las exploraciones botánicas en Venezuela”. Cultura Venezolana. 2(14):146-171

- ----. 1920. "Mapa Ecológico de Venezuela". Litografía Comercio. Caracas

- ----. 1922. “Acerca de nuestras maderas”. Cultura Venezolana. 5(38):227-247

- ----. 1923. “Notes on plants colleted in Tropical America”. Journal of the Washington Academy of Sciences. 13(19):428-431

- ----. 1926. “Manual de las plantas usuales de Venezuela” . Litografía del Comercio, Caracas. 458 pp.

- ----. 1926. “Manual de agricultura tropical”. Nicholls. E. ed. España

- ----. 1927. “Estudio de los productos forestales en Venezuela”. Tipografía Americana. Caracas

- ----. 1928. “Maderas del Delta del Orinoco”. Boletín de la Cámara de Comercio de Venezuela. 172:4010-4011

- ----. 1928. “Notas sobre la agricultura en Puerto Rico”. Cultura Venezolana. 11 (87):234.244

- ----. 1931. “Estado actual de nuestros conocimientos acerca de la flora de Venezuela”. Boletín de la Sociedad Venezolana de Ciencias Naturales. 4: 133-152

- ----. 1931. “La expedición al Pacaraima” Cultura Venezolana. 14 (113): 200-205

- ----. 1939. “'Clave analítica de las familias de plantas superiores de la América Tropical'”. Caracas

- ----. 1939. “Suplemento a las plantas usuales de Venezuela”. Elite. Caracas. 129 pp.

- ----. 1942. “La mesa de Guanipa; ensayo de fitogeografía”. Tipografía Garrido. Caracas

- ----. 1943. “El Herbario del Servicio Botánico del Ministerio de Agricultura y Cría”. El Agricultor Venezolano. 7 (85-86): 21-27

Nota: para profundizar en los detalles sobre la obra de Henri Pittier consultar la Obra Imagen y Huella de Henri François Pittier, de Francisco Tamayo.

## Honores

### Eponimia
Géneros
- Pittiera Cogn. 1891 [= Polyclathra Bertol. 1840]

- Pittierella Schltr. 1906 [= Cryptocentrum Benth. 1880]

- Pittierothamnus Steyerm. 1962 [= Amphidasya Standl. 1936]

Más de 500 especies lo honran
- (Acanthaceae) Pseuderanthemum pittieri Leonard in Standl.[1]

- (Actinidiaceae) Saurauia pittieri Donn.Sm.[2]

- (Annonaceae) Guatteria pittieri R.E.Fr.[3]

- (Anthericaceae) Echeandia pittieri Cruden[4]

- (Apocynaceae) Alstonia pittieri (Donn.Sm.) A.H.Gentry[5]

- (Araceae) Dieffenbachia pittieri Engl. & K.Krause[6]

- (Araliaceae) Didymopanax pittieri Marchal ex T.Durand & Pitt.[7]

- (Arecaceae) Phytelephas pittieri O.F.Cook[8]

- (Asclepiadaceae) Matelea pittieri (Standl.) Woodson[9]

El gobierno de Venezuela otorga la Orden Henri Pittier de Mérito a la Conservación y el primer parque nacional Rancho Grande lleva su nombre y el de su familia.